# NSRGNTS RMXS
NSRGNTS RMXS è un album di remix del cantautore britannico Steven Wilson, pubblicato il 29 giugno 2009 dalla Kscope.

## Descrizione
Comprende vari remix di brani tratti dal suo primo album in studio, Insurgentes. L'album è stato pubblicato in formato vinile e CD con una tracklist diversa da formato a formato.

## Tracce
Testi e musiche di Steven Wilson.
CD
1. Harmony Korine (David A. Sitek Magnetized Nebula Mix) – 5:14
2. Get All You Deserve (Dälek Mix) – 7:44
3. Abandoner (Engineers Mix) – 4:46
4. Salvaging (Pat Mastelotto Mix) – 8:36
5. Abandoner (Danse Macabre Mix) – 5:34
6. Get All You Deserve (Fear Falls Burning Mix) – 6:22

12"
- Lato A

1. Harmony Korine (David A. Sitek Magnetized Nebula Mix) – 5:14

- Lato B

1. Only Child (Pat Mastelotto Mix 3) – 4:32
2. Only Child (Pat Mastelotto Mix 1) – 5:56

Download digitale
1. Harmony Korine (David A. Sitek Magnetized Nebula Mix) – 5:10
2. Get All You Deserve (Dälek Mix) – 7:44
3. Abandoner (Engineers Mix) – 4:46
4. Salvaging (Pat Mastelotto Mix) – 8:30
5. Abandoner (Danse Macabre Mix) – 5:33
6. Get All You Deserve (Fear Falls Burning Mix) – 6:19
7. Only Child (Pat Mastelotto Mix 3) – 4:31
8. Only Child (Pat Mastelotto Mix 1) – 5:55